# 馬俊縈
馬俊縈，畢業於香港中文大學新聞及傳播學院，曾為香港無綫電視編劇／編審。於2013年升為編審。首部編審的劇集是《一屋老友記》。2017年4月完成《愛·回家之開心速遞》首40集劇本創作後請辭。之後曾於2020年回巢創作《換命真相》。現擔任創作公司創意總監及香港中文大學專業進修學院課程「電視編劇課程（實戰篇）」導師，同時亦為中國大陸電視劇編劇。

## 簡歷
馬俊縈在小五時開始寫故事，中學時曾撰寫音樂劇劇本。大學畢業後兩年，他開始任職無綫電視見習編劇。
在2016年無綫台慶的萬千星輝頒獎典禮，馬俊縈曾評論指行內編劇不受尊重。

## 編審／編劇列表

### 電視劇（無綫電視）
- 2005年：《窈窕熟女》
- 2006年：《高朋滿座》
- 2007年：《秀才爱上兵》《建築有情天》《同事三分親》
- 2009年：《畢打自己人》
- 2010年：《天天天晴》
- 2011年：《誰家灶頭無煙火》
- 2012年：《愛·回家 (第一輯)》（與邵麗瓊、冼翠貞、葉廣蔭、蕭朗合作）
- 2016年：《愛·回家之八時入席》（與邵麗瓊、冼翠貞） 《一屋老友記》
- 2017年：《愛·回家之開心速遞》（與李綺華、袁寶慧合作）（第1至40集）
- 2021年：《換命真相》

### 電視劇（中國大陸）
- 2024年：《歡笑老弄堂》（總編劇）[2]